# Montlaur-en-Diois
Montlaur-en-Diois – miejscowość i gmina we Francji, w regionie Owernia-Rodan-Alpy, w departamencie Drôme.
Według danych na rok 1990 gminę zamieszkiwało 80 osób, a gęstość zaludnienia wynosiła 8 osób/km² (wśród 2880 gmin regionu Rodan-Alpy Montlaur-en-Diois plasuje się na 1540. miejscu pod względem liczby ludności, natomiast pod względem powierzchni na miejscu 1121.).